# Eugène Darcy
Pour les articles homonymes, voir Darcy.
Eugène Darcy est un officier de marine français, né le 10 janvier 1868 à Constantine (Algérie) et décédé le 19 décembre 1928 à Toulon (Var).

## Biographie
Fils d'André Louis Damascène Darcy, rentier, et Marie-Hippolyte Jarillot, Eugène Darcy entre à l'École navale en 1885 et à l'école des fusiliers marins en 1896. Il devient ensuite lieutenant du croiseur d'Entrecasteaux et est désigné pour prendre la tête d'une escouade de 78 marins du croiseur pour défendre la légation française, qui arrivent dès le 29 mai lors de la révolte des Boxers, qui eut lieu en Chine en 1900. Son commandement héroïque lui vaut, à titre exceptionnel, la nomination au grade de chevalier de la Légion d'honneur par décret du 5 octobre 1900 suivie deux mois plus tard de la promotion au grade d'officier de la Légion d'honneur par décret du 5 décembre 1900.
À son retour de Chine, il est affecté à la préfecture maritime de Lorient, puis au cabinet du ministre de la Marine. Le port de l'aiguillette correspond à cette fonction sur la photo, qui est visiblement inversée (comme l'indiquent le boutonnage, la patte de soutien du ceinturon du mauvais côté, le côté du bouton de chape et le côté de port de l'aiguillette). Il est ensuite chef d'état-major de la préfecture de Toulon jusqu'en 1916. Puis il quitte l'armée, avec le grade de capitaine de vaisseau, à moins de 50 ans pour raison de santé.
Capitaine de frégate en 1902 (grade sur cette photo), capitaine de vaisseau en 1906.

## Écrits
- La défense de la légation de France à Pékin, Paris, Challamel, 1901, 248 p. (repris par exemple dans Pierre Loti, Stephen Pichon, Eugène Darcy, Les derniers jours de Pékin, Julliard, 1991,  (ISBN 9782260007579)). L'ouvrage reçoit le prix Montyon de l'Académie française en 1903[3].
- Atlas de géographie physique, politique et historique. À l'usage des classes, Eugène Darcy, colonel Niox Édition de 72 cartes, 1890